# Úderník (dělník)

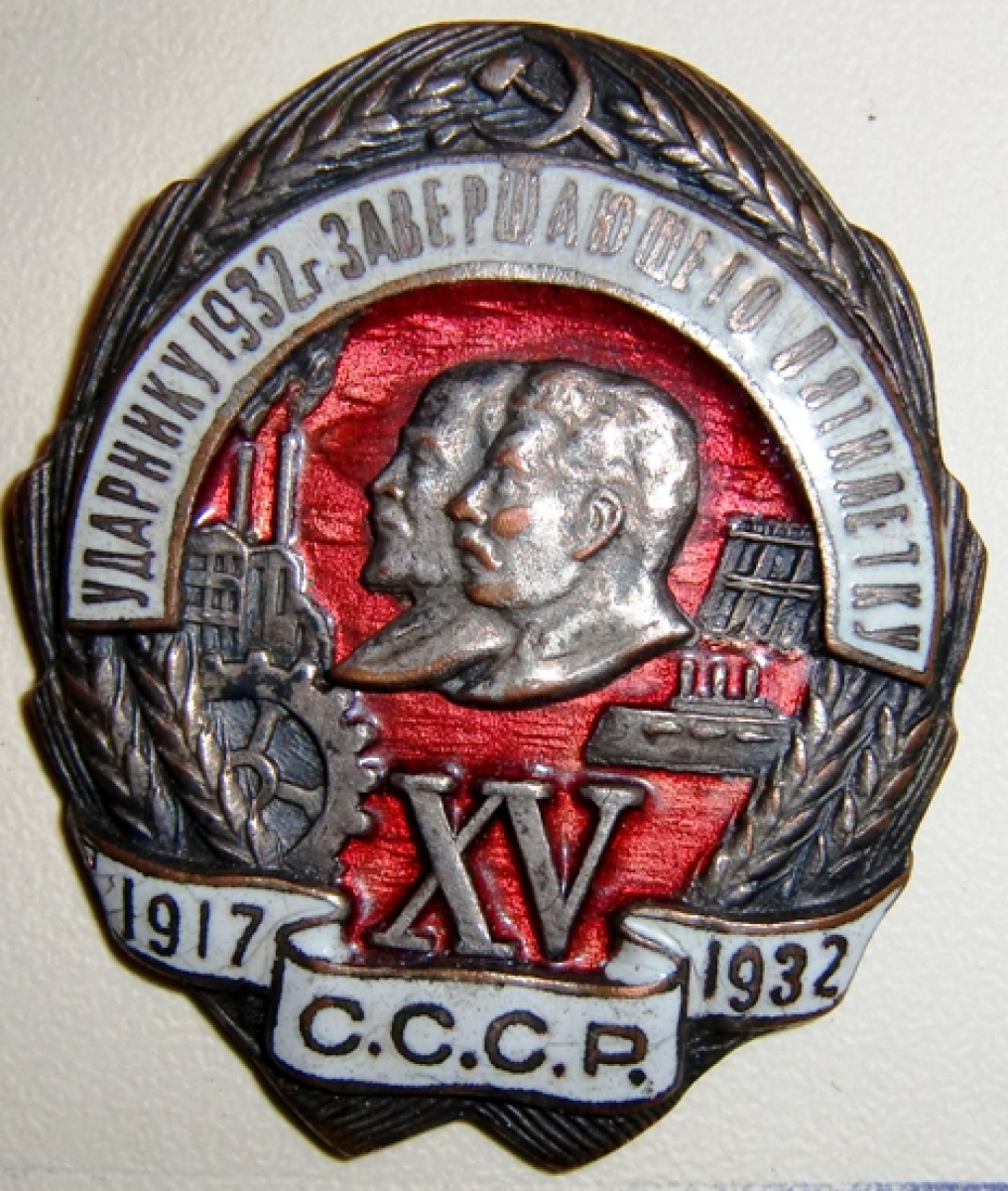
Znak sovětského úderníka

Úderník (dělník; rusky ударник) je člen úderné brigády (rusky ударная бригада), která je zapojena do údernického hnutí (rusky yдарничество – yдарное движение). Úderník byl dělník, který abnormálně překračoval stanovené výkonnostní normy a měl jít ostatním příkladem.
Mezi prvními byly údernické brigády ve vozových dílnách moskevské stanice Kazaňské dráhy (červenec 1926), v závodě Leningradský Červený trojúhelník (září 1926), na Urale – Lysvenský metalurgický závod, Zlatoustský strojní závod (1927)  a „mladistvých artělů“ na Donbasu (1927). V roce 1928 vzrostl počet údernických brigád z iniciativy pracovníků leningradské přádelny „Rovnost“. Údernické hnutí se v Sovětském svazu plně rozvinulo na základě článku Vladimíra Iljiče Lenina: „Jak uspořádat soutěž?“ Lenin prohlásil, že je nutné, aby organizátoři z řad dělníků a rolníků uspořádali soutěž mezi sebou – soutěž soudruha se soudruhem.
Stalin, prohlásil, že práce v SSSR je věcí cti, věcí slávy, věcí chrabrosti a hrdinství. Úderníci se stali uctívanými lidmi – hrdiny socialistické práce. Dostávali čestné tituly, medaile, řády a v neposlední řadě i vysoké odměny. Objevovali se na podnikových nástěnkách, v tisku, rozhlase a posléze i v televizi. Tak vznikla privilegovaná a podporovaná vrstva dělnické aristokracie.
Ze Sovětského svazu se údernické hnutí rozšířilo i do ostatních socialistických zemí. Stalo se součástí socialistického soutěžení, socialistických závazků a mimořádných pracovních směn.

## Proč byli úderníci
Počátky socialistického režimu po druhé světové válce byly naplněny vlnou budovatelského nadšení. Základní silou pokroku byla dělnická a rolnická třída, která uvědoměle a obětavě budovala socialismus. To však nestačilo, bylo třeba vytvořit hrdiny socialistické práce, kteří by byli pro ostatní příkladem.
Pro podnik bylo věcí prestiže mít mezi sebou dělníky, kteří pracovali lépe než ostatní a překonávali normy. Pokud se našli takoví, kteří k tomu měli předpoklady, byli všemožně podporováni, odměňováni a propagováni. Zpravidla se však jednalo o podvod, který sloužil především jako záminka k následnému zvýšení norem. Úderníci totiž často nedodržovali technologické postupy ani bezpečnost práce a opomíjeli i různé pomocné přípravné fáze (úkolové práce), zahrnuté v té které normě.
Úderník – havíř často pouze rubal uhlí a rekord v těžbě udělal jen proto, že se o nic jiného nestaral. Nutnou výdřevu a další přípravné práce za něj udělali jiní a to i přesto, že tyto práce byly zahrnuty do rekordu.

## Sovětští úderníci

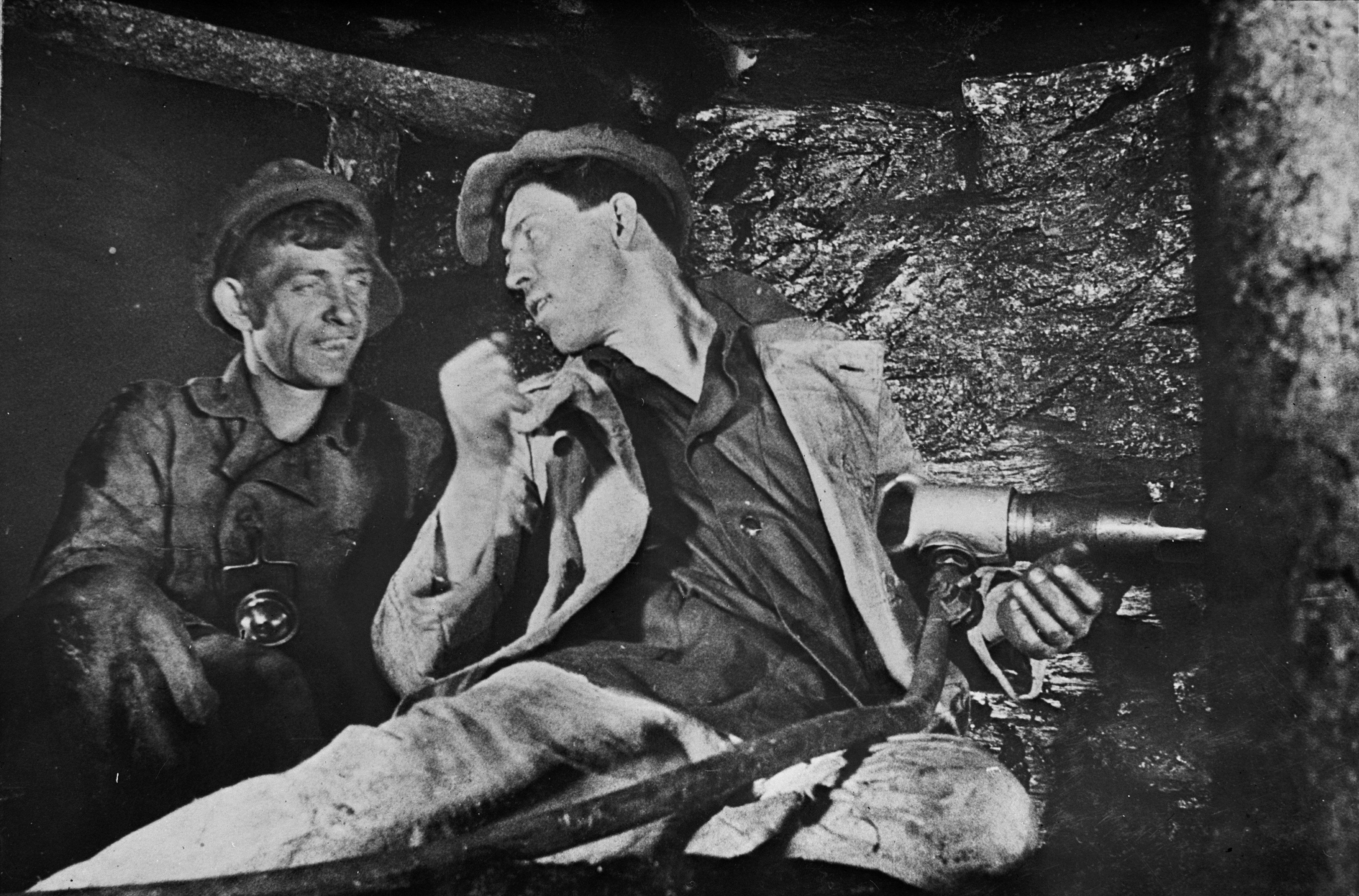
Alexej Grigorjevič Stachanov

Vzorem pro úderníky byl sovětský horník Alexej Grigorjevič Stachanov (1906–1977). V roce 1935 překročil čtrnáctinásobně pracovní normu. Byl jmenován hrdinou socialistické práce a později se stal vedoucím odboru ministerstva uhelného průmyslu SSSR. Stal se zakladatelem stachanovské hnutí, do kterého se zapojili nejenom sovětští dělníci, ale i dělníci ostatních zemí socialistického bloku. Toto hnutí zahrnovalo zvyšování produktivity práce a využívání nových technologických procesů. Často však docházelo pouze k formálním nebo zcela zbytečným překračováním produktivity práce a pracovních norem.
Mezi úderníky nesměly chybět ani ženy. Známou údernicí se stala tkadlena Lydie Gavrilovna Korabelniková (* 1926). Její brigáda vyráběla dětskou obuv a dokázala ušetřit tolik materiálu, že vystačil na obuv šitou dva dny v měsíci. Její hnutí se rozšířilo i v dalších oborech lehkého průmyslu v SSSR i dalších socialistických zemích. Šetření materiálem mělo často neblahé důsledky na kvalitu výrobku. Tak byly ušity příliš krátké, příliš úzké nebo jinak nesedící výrobky.

## Čeští úderníci

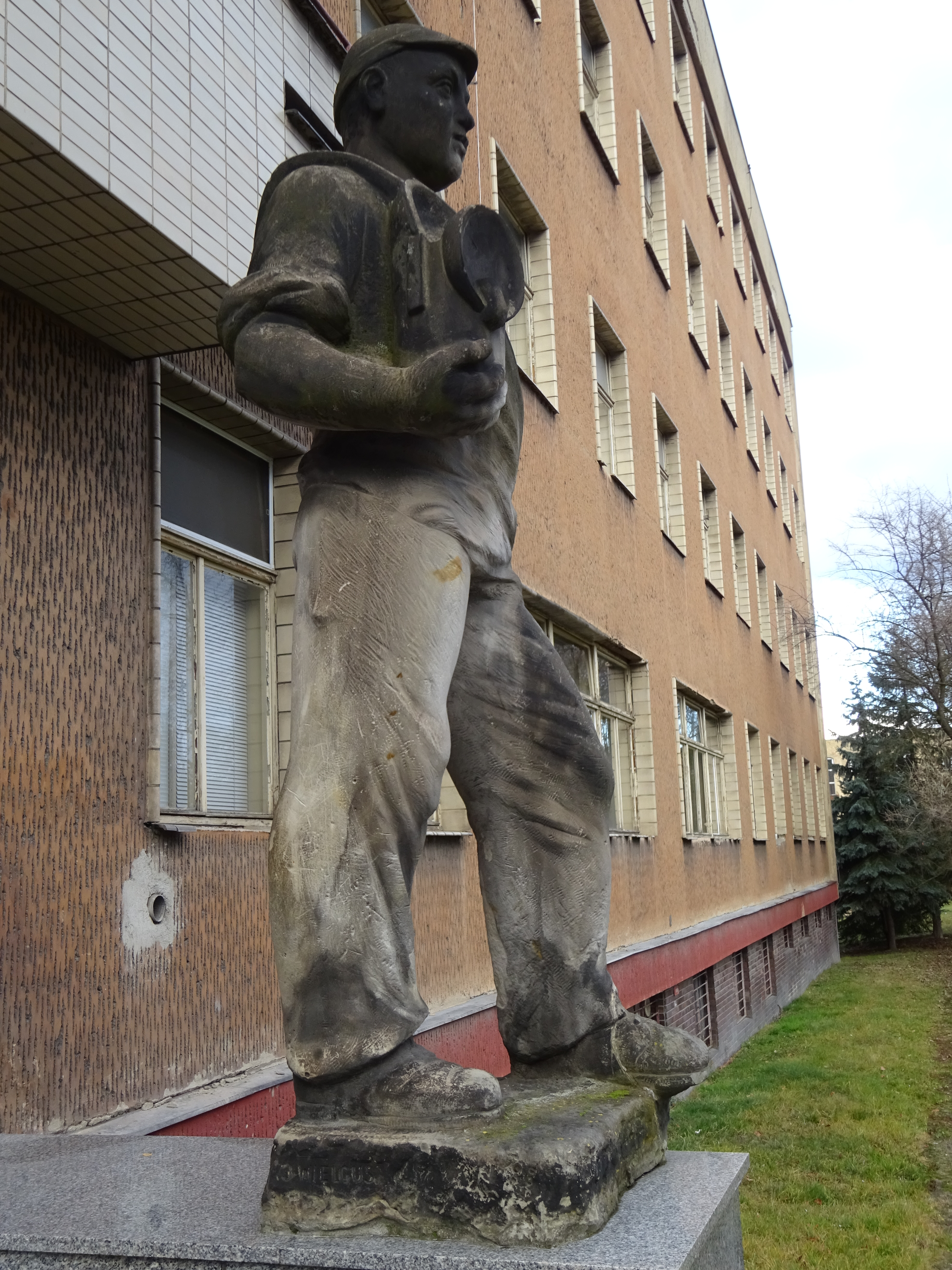
Socha horníka, oceňované zaměstnání za socialismu

Stachanovské údernické hnutí bylo po druhé světové válce zavedeno a podporováno komunistickou stranou i u nás. 
Od konce čtyřicátých let se do údernického hnutí v Československu zapojovalo mnoho mladých nadšených pracovníků. Na začátku roku 1949 se do něj zapojilo 5 % pracujících. Díky propagandistické práci vykázaly statistiky na konci roku 1949 statistiky účast 30 % pracovníků. V březnu 1951 zakázala Ústřední rada odborů vydávat nové údernické knížky, neboť privilegovaná vrstva úderníků ohrožovala hospodářství. Vysoké výkony bylo třeba povzbudit novými formami; mimořádné směny se tak nazvaly stalinskými směnami.
Stachanovské hnutí mizí v roce 1952 a socialistické soutěžení dosáhlo svého vrcholu roku 1953. Pak začalo pro svou formálnost, nekvalitní práci a politické zneužívání upadat. Příkladem pracovníka - rekordmana byl po dobu normalizace Lumír Sakmar (1926–1993), horník v Ostravsko-karvinských dolech.  

## Úderníci v českých filmech
V době první pětiletky (1949–1953) vyprodukovala česká kinematografie řadu filmů na údernické téma. V níže uvedených filmech pracovali úderníci na úkor spánku, překonávali sami sebe a došlo i k jejich přerodu v jiného člověka.
- „Pětistovka“ (režie: Martin Frič, 1949) o výrobě nového modelu motocyklu Jawa 500 OHC,[7]
- „Karhanova parta“ (režie: Zdeněk Hofbauer, 1951) o plnění pětiletky v soustružnických dílnách,[8]
- „Slovo dělá ženu“ (režie: Jaroslav Mach, 1952) o vynálezu myčky na nádobí,[9]
- „Můj přítel Fabián“ (režie: Jiří Weiss, 1953) o proměně negramotného romského dělníka ve vynikajícího svářeče na Ostravsku.[10]

Na Slovensku již v roce 1945 natočil Ján Kadár film Na troskách vyrastá život, jenž apeloval na zapojení se dělníků do dobrovolných brigád.